# 창석준
창석준(1983년 10월 30일 ~ )은 대한민국의 전직 스타크래프트 프로게이머, 전직 한국e스포츠협회 공인심판이다. 종족은 저그이며, 아이디는 GaLBi이다.
1999년에 데뷔한 1세대 프로게이머로 초창기 스타크래프트 리그에 참여하였다.
2000년에 은퇴하였다.
2001년부터 2010년까지 한국e스포츠협회의 공인심판으로 활동하였고 2010년 6월 미국 유학으로 심판직을 그만두고 E스포츠를 떠났다.

## 주요 기록
- KBK 마스터즈 코리아99 단체전 우승
- Battle Top 2월 대회 단체전 우승
- 2000 게임 엑스포 프로 게이머 32인 초청전 우승
- iTV 게임월드 명승부베스트 JETARROW배 스타크래프트 랭킹전 6위
- WCGC(월드 사이버 게임 챌린지)세계대회 4위
- 제3회 KGL리그 스타크래프트 프로리그 준우승